# Agathosma bicornuta
Agathosma bicornuta là một loài thực vật có hoa trong họ Cửu lý hương. Loài này được R.A.Dyer mô tả khoa học đầu tiên năm 1934.